# منتخب ليتوانيا لكرة القدم
منتخب ليتوانيا لكرة القدم (بالليتوانية: Lietuvos nacionalinė futbolo rinktinė) يشرف على رعايته اتحاد ليتوانيا لكرة القدم. لعب مباراته الأولى في عام 1923. في عام 1940، احتل الاتحاد السوفياتي ليتوانيا؛ استعادت البلاد استقلالها في عام 1990، ولعبت المباراة الأولى كدولة جديدة ضد جورجيا في 27 مايو من تلك السنة. منذ عام 2012 يلعب الفريق مبارياته البيتية في ملعب إل إف إف، فيلنيوس.